# Johannes Brandt (Drehbuchautor)
Johannes Brandt (* 31. Oktober 1884 in Wien; † 20. Februar 1955 ebenda) war ein österreichischer Bühnen-, Drehbuch- und Hörspielautor, Liedtexter sowie Filmregisseur.

## Leben
Brandt studierte Germanistik und Musikwissenschaft und erlangte in beiden Fächern den Doktorgrad. Er begann als Theaterkritiker zu schreiben und wurde nach dem Ersten Weltkrieg zum Chefredakteur der Fachzeitschrift Filmkurier berufen.
Ab diesem Zeitpunkt verfasste er auch Drehbücher und führte zuweilen selbst Regie. Als freischaffender Autor schuf er mehrere Operetten-Libretti und Lustspiele, darunter Der liebe, gute Florian; Marja; Das Karussell der Liebe; Kleines Abenteuer; Immer wieder Liebe und Bobbys letzte Nacht. Von ihm stammen Texte zu Liedern der Komponisten Otto Stransky (Wenn man sein Herz verliert) und Nikolaus Brodszky (Mädel, so bist du; Was kann so schön sein wie deine Liebe). Vorübergehend war er Chef-Dramaturg am Wiener Theater in der Josefstadt.
Nach der sogenannten Machtergreifung der Nationalsozialisten verließ  Brandt Deutschland. Bei Kriegsausbruch 1939 wurde er in Frankreich interniert. In der Nachkriegszeit arbeitete er unter anderem als Hörspielautor. Mit dem Libretto seiner Operette Der große Komödiant gewann er 1953 bei einem Wiener Operettenwettbewerb den dritten Preis.

## Filmografie (als Drehbuchautor)
| - 1919: Miss Sarah Sampson - 1919: Die Toten kehren wieder – Enoch Arden - 1920: Dämmernde Nächte - 1920: Die drei Tänze der Mary Wilford - 1920: Der Abenteurer von Paris - 1920: Das Blut der Ahnen - 1920: Marionetten des Teufels (Regie) - 1920: Die sieben Gesichter (Regie) - 1920/21: Die Jagd nach dem Tode (4 Teile) - 1921: Das schwarze Gesicht - 1921: Aschermittwoch - 1921: Die rote Hexe - 1921: Ebbe und Flut (Regie) – Vera-Filmwerke - 1921: Das Haus des Dr. Gaudeamus - 1922: Der Ruf des Schicksals - 1922: Felicitas Grolandin - 1923: Der Frauenkönig - 1924/26: Der krasse Fuchs | - 1926: Trude, die Sechzehnjährige - 1926: Ich hatt’ einen Kameraden - 1927: Der Fahnenträger von Sedan (auch Regie) - 1927: Unter Ausschluß der Öffentlichkeit - 1927: Hotelratten - 1927: Was die Kinder ihren Eltern verschweigen - 1928: Rund um eine Million (Regie) - 1929: Die weißen Rosen von Ravensberg - 1929: Frauen am Abgrund - 1930: Der Andere - 1931: Ihr Junge - 1931: Das Lied der Nationen - 1931: Gassenhauer - 1931: Hurra – ein Junge! - 1932: Unter falscher Flagge - 1932: Gitta entdeckt ihr Herz - 1932: Die – oder keine - 1933: Der Choral von Leuthen |